# Moody Scott
Moody Scott (* 28. Januar 1944 in Hammond (Louisiana); † 29. Januar 2004 in Fort Worth, Texas) war ein US-amerikanischer Rhythm-&-Blues- und Soul-Sänger, der in den 1960er- und 1970er-Jahren Bekanntheit erlangte.

## Leben und Wirken
Moody Scott wuchs in einer kleinen, landwirtschaftlich geprägten Gemeinde in Louisiana, 60 Meilen von New Orleans entfernt, auf. Er sang Gospelmusik im Kirchenchor; seine Musikkarriere begann er mit zwölf Jahren als Leadsänger einer Familienband, den Starlight Gospel Singers. Als er nach mehreren Jahren mit seiner Familienband im Drop Inn Night Club in New Orleans auftrat, wurde er von Joe Jones, einem Talentscout des Songwriter- und Produzenten-Duos Leiber/Stoller, entdeckt. Darauf verließ Scott die Gruppe und begann eine Solokarriere in der Unterhaltungsindustrie von New York City. 1963 erhielt er einen Plattenvertrag bei dem Red-Bird-Sublabel Daisy Records. Für das Label nahm er „Everybody Clap Your Hands“ auf, ein Song von Jeff Barry und Ellie Greenwich; Produzent der Session war Phil Spector. Die B-Seite war „Monkey Climb“; den Titel hatte Scott mit Joe Jones geschrieben.
Auch wenn sich nicht die großen Verkaufserfolge mit seiner ersten Single einstellten, konnte sich Scott in der Musikindustrie etablieren. Nach seinem Abschied von Red Bird Records wurde er schließlich im Rundfunk bekannt, als er für den in Nashville ansässigen Sender WLAC arbeitete. Landesweite Bekanntheit erfuhr der Song „(We Gotta) Bust Out of the Ghetto“, der den Drogenmissbrauch kritisierte; der Titel wurde in zahlreichen amerikanischen Rundfunkstationen gespielt. Weitere Singles, die Scott dann um 1970 auf dem Sound Stage 7- bzw. Seventy Seven-Label veröffentlichen konnte, waren „A Man in Need (Is a Fool Indeed)“ und „I’ll Find My Sunshine“.
In seinen späteren Jahren arbeitete Scott im Unterhaltungssektor von Las Vegas. Neben seinen Liveauftritten in Las Vegas hatte er seine eigene Internet-Radiosendung auf KLAV. Als Blues- und Jazzsänger trat er noch im Tecopa Hot Springs Resort auf.
Soul-Sänger Scott hat in den 1960er- und 1970er-Jahren nie den Ruhm erlebt, wie etwa Zeitgenossen wie Sam Cooke oder Jackie Wilson, an deren Gesangsstil er sich orientierte. Seine Songs, die vom frühen Funk geprägt sind („Bustin' Out of the Ghetto“, ebenso wie „A Man in Need Is a Fool“) und Soul („I'll Find My Sunshine“ und „A Woman's Touch“) unterstreichen sowohl Scotts kraftvoll ausdrucksstarken Gesang als auch seine lyrischen Begabungen. Seine Singles erschienen auf einer Reihe von Kompilationen wie Groovin' Out On Life und Sweet Soul Music; Rare Vol. 11 (Rolling Stone).

## Diskographische Hinweise
Singles
- 1964: Moody & The Deltas: Everybody Clap Your Hands / Monkey Climb [Daisy 504]
- 1969: Darlin' Please Don't Take My Love For Granted (Kapp Records K-981)
- 1970: A Man in Need (Is a Fool Indeed) (Seventy Seven 77-2647)
- 1970:  Beauty, Soul And Style (Soulful Ruth) / I'll Find My Sunshine (Seventy Seven 77-2668)
- 1970: (We Gotta) Bust Out of the Ghetto (Sound Stage 7 SS7-2660)
- 1971: May I Turn You On (Seventy Seven Records 77-109)
- 1972: I Don't Dig No Phoney (Seventy Seven Records77-116)
- 1975: You Gotta' Be Motivated / One Man's Happiness (Soul Unlimited  106)
- 1983: My Lovely Lady (Straight Ahead)

Kompilation
- Moody Scott – Bustin' Out of the Ghetto (AIM, ed. 2006)